# 许维泽
许维泽（1961年12月—），福建南安人，汉族，中国共产党党员。中华人民共和国政治人物、第十三届全国人民代表大会福建省代表。

## 生平
2016年7月，任南平市人民政府市长。2018年6月，改任龙岩市委书记。2020年1月，任福建省政协副主席。
2018年，许维泽被选为福建省出席第十三届全国人民代表大会代表。
2023年1月13日，卸任福建省政协副主席职务。